# Slåttflon-Bodflon
Slåttflon-Bodflon este o arie protejată (arie specială de conservare — SAC, sit de importanță comunitară — SCI) din Suedia întinsă pe o suprafață de 56,3 ha, integral pe uscat.

## Localizare
Centrul sitului Slåttflon-Bodflon este situat la coordonatele 62°58′49″N 16°10′10″E / 62.9802°N 16.1695°E.

## Înființare
Situl Slåttflon-Bodflon a fost declarat sit de importanță comunitară în ianuarie 2002 pentru a proteja 2 specii de plante și 1 specie de animale. Situl a fost protejat și ca arie specială de conservare în martie 2011.

## Biodiversitate
Situată în ecoregiunea boreală, aria protejată conține 5 habitate naturale: Cursuri de apă de la nivel de câmpie la nivel montan, cu vegetație Ranunculion fluitantis și Callitricho-Batrachion, Mlaștini alcaline, Taiga vestică, Mlaștini turboase de tranziție și turbării mișcătoare, Mlaștini împădurite.
La baza desemnării sitului se află mai multe specii protejate:
- plante (2): Hamatocaulis vernicosus, ochii-șoricelului (Saxifraga hirculus)
- nevertebrate (1): Vertigo geyeri